# 張美惠 (1924年)
張美惠（1924年9月9日—2008年），和名長谷川美惠（日语：長谷川ミヱ），台灣歷史學者。為國立臺灣大學文學院更名以來首位亦為首屆唯一一名畢業生。

## 早年與就學
張美惠生於日治台灣基隆郡，其父張文伴為婦產科醫師、其母謝氏漢於靜修女學校畢業。由於家庭重視教育，他被安排至臺北第一師範學校附屬小學校、臺北第一高等女學校（今臺北市立第一女子高級中學）就讀，後又前往東京聖心女子學院高等專門學校。
於東京就學期間，他改日本名為長谷川ミヱ。他那時已於學術界展露頭角，在民俗臺灣中發表過數篇學術文章，並獲得金關丈夫等學者器重。他於聖心女子學院畢業後，希望攻讀日本近代史與东亚史。
金關丈夫推薦他就讀京都帝國大學，但當時該校與東京帝國大學不收女生。故張美惠決定就讀由岩生成一主持的台北帝國大學南洋史學科，於1944年入學。因二次世界大戰影響，台北帝大於1945年3月閉校，他前往其父的老師堀內次雄的醫院內服務

## 執教
二戰後台北帝國大學由國民政府接收，並改制為國立台灣大學。張美惠時為三年級，在1947年7月畢業，是史學系乃至文學院首位畢業生。8月時他獲聘為史學系助教，研究主題為亞洲天主教傳教史、臺灣史。在擔任助教時，張美惠與另一位助教卜新賢相戀。
1947年底，卜新賢被指控為匪諜而入獄，至1949年出獄，二人此後結婚。1953年，張美惠獲一名神父推薦，取得西班牙政府提供的獎學金。他於隔年辭職，偕同丈夫前往馬德里大學繼續攻讀南洋史。張美惠受過北帝大的完整教育，精通各國語言，李東華稱他是繼承日本人史學的最佳人選，他辭職被認為是台大歷史的損失。
他在1956年修畢博士課程後擔任研究員，卜新賢於中華民國駐西班牙大使館工作。兩人在1972年始擔任馬德里大學講師，但在中華民國與西班牙斷交後喪失教職。

## 中晚年
他與卜新賢在失業後於西班牙開餐廳，於20年後結束營業。他在2008年去世。